# Observatorio de la Comunicación Científica
El Observatorio de la Comunicación Científica (OCC Archivado el 4 de septiembre de 2008 en Wayback Machine.) es un centro especial de investigación social adscrito al departamento de Comunicación de la Universidad Pompeu Fabra de Barcelona (España), creado en 1994. El centro está especializado en el análisis de la transmisión del conocimiento científico, médico, medioambiental y tecnológico a la sociedad. El periodista Vladimir de Semir, profesor asociado de Periodismo Científico de la Universidad Pompeu Fabra, es el fundador y su director actual. Un equipo multidisciplinario de investigadores (periodistas, científicos, médicos, historiadores, lingüistas,...) trabajan en diferentes líneas: comunicación científica, museología científica, comunicación de crisis, periodismo médico y medioambiental, análisis del discurso de divulgación científica, historia del periodismo científico, percepción pública de las ciencias, ciencia y género, promoción de vocaciones científicas, relaciones institucionales en el ámbito científico y médico,...

## Docencia e investigación
El Observatorio de la Comunicación Científica organiza un Máster en Comunicación Científica, Médica y Medioambiental en el IDEC-Universitat Pompeu Fabra de Barcelona desde 1995 y un Diploma de Postgrado en Comunicación Científica (enlace roto disponible en Internet Archive; véase el historial, la primera versión y la última). en Buenos Aires (Argentina) desde 2008, además de programar otros cursos y seminarios sobre periodismo científico y divulgación científica.
El centro edita Quark, una revista sobre "Ciencia, Medicina, Comunicación y Cultura" y está especializado en la investigación en el ámbito de la relación de las ciencias con la sociedad. Desde 1996 realiza anualmente el Informe Quiral elaborado a partir de las informaciones de sanidad publicadas en los grandes medios de comunicación escritos de España. Surgido de la colaboración con la Fundación Privada Vila Casas, el Informe Quiral se ha convertido en un importante instrumento sociológico del tratamiento de la salud y de la medicina por la prensa y un referente anual de cuáles son las grandes preocupaciones de la sociedad en el ámbito sanitario, tanto en su permanente presencia en los medios, como por la amplitud e intensidad con que se tratan y la pasión con que se debaten.
Fruto de su trabajo de docencia e investigación, el Observatorio de la Comunicación Científica participa con otras instituciones y grupos académicos europeos en diversos proyectos financiados por la Comisión Europea. Entre ellos:
- KiiCS - Knowledge Incubation in Innovation and Creation for Science (El proyecto comienza en febrero de 2012)
- MASIS - Monitoring Policy and Research Activities on Science in Society in Europe
- ESCITY - Europe, Science and the City: promoting scientific culture at local level, una iniciativa destinada a establecer las bases de una futura red de ámbito municipal en colaboración con instituciones académicas europeas con el objetivo de promover la cultura científica en el ámbito local.
- ESConet - European Science Communication Network, una red europea de profesores en comunicación y periodismo científico que intercambian buenas prácticas y experiencias destinadas a la formación de expertos en comunicación y divulgación científicas.[3]
- E-KNOWNET - Network for ICT-enabled non-formal science learning, un proyecto para desarrollar un mecanismo innovador, basado en tecnologías de la información y de la comunicación, que permita facilitar el flujo de nuevo conocimiento científico entre los centros de investigación científica y el mundo no-experto, utilizando las herramientas desarrolladas por la educación informal.
- STEPE - Sensitive Technologies and European Public Ethics tiene como principal objetivo diseñar e interpretar los resultados del Eurobarómetro 2009 sobre Ciencias de la Vida y Tecnologías Relacionadas. Éste será el séptimo de una serie de eurobarómetros (sondeos de opinión a gran escala en la Unión Europea- en el último se entrevistaron a unas 25000 personas) centrados en analizar las relaciones entre la ciudadanía europea y las biotecnologías.
- Benchmarking the Promotion of RTD culture and Public Understanding of Science Archivado el 21 de febrero de 2012 en Wayback Machine.

## Red y Academia PCST
El Observatorio de la Comunicación Científica está vinculado a la red mundial Public Communication of Science and Technology PCST Archivado el 21 de noviembre de 2008 en Wayback Machine. formada por expertos en comunicación, divulgación y museología científicos, percepción pública de la ciencia y de la tecnología, así como por científicos preocupados por la relación de las ciencias con la sociedad. La red PCST promueve conferencias y seminarios internacionales, una lista de discusión en línea Archivado el 5 de septiembre de 2008 en Wayback Machine. y, en general, todo tipo de actividades que refuercen la colaboración entre grupos y personas interesadas en la difusión del conocimiento científico y tecnológico. La PCST busca promover nuevas ideas, métodos y perspectivas en el debate intelectual en torno al conocimiento científico en su contexto social y económico.
El Observatorio de la Comunicación Científica mantiene y actualiza permanentemente el fondo documental de la red PCST, bajo la denominación de PCST Academy, que es una eficaz fuente académica y profesional para el mundo del periodismo y, en general, de la comunicación y de la percepción social de las ciencias, medicina, mediambiente y tecnología.

## European Forum on Science Journalism
En diciembre de 2007, la Dirección General de Investigación de la Comisión Europea organizó en colaboración con el Observatorio de la Comunicación Científica el European Forum on Science Journalism (EFSJ) en el que relevantes periodistas y científicos de todo el mundo analizaron y debatieron sobre el periodismo y la comunicación científicos y sus problemas. En este primer Foro Europeo sobre Periodismo Científico
se presentó un eurobarómetro especial sobre "Investigación científica y medios de comunicación" y una nueva guía europea sobre la formación en periodismo científico, junto con dos estudios sobre la actitud de los científicos y de los profesionales de los medios de comunicación con respecto a las prácticas, los retos y las oportunidades del trabajo cotidiano que relaciona la difusión de las ciencias, los medios de comunicación y la sociedad en general.

## Año de la Ciencia 2007
El Foro Europeo sobre Periodismo Científico fue una de las actividades culminantes en el 2007 del Año de la Ciencia en Barcelona Archivado el 7 de febrero de 2009 en Wayback Machine.. En España, la ciudad de Barcelona - especialmente atenta a la transformación económica, social, cultural e incluso urbana vinculada a la transición a la sociedad del conocimiento - presentó en el pleno municipal del 26 de julio de 2002, de forma consensuada entre todos los grupos políticos representados en su consistorio, una medida de gobierno de apoyo al Plan de Acción “Ciencia y Sociedad” de la Unión Europea para el impulso de la cultura científica. Es bien conocido que España es tradicionalmente una sociedad optimista respecto al desarrollo científico pero con una bajo índice de conocimiento popular en este ámbito y con unos resultados educativos más bien mediocres en el campo de las ciencias.
En el mandato 2003-2007 el Ayuntamiento de Barcelona creó un Comisionado de la Alcaldía para la Promoción y Difusión de la Cultura Científica que se integró en el Instituto de Cultura de Barcelona. El director del Observatorio de la Comunicación Científica, Vladimir de Semir, fue el responsable de este comisionado, que impulsó el programa municipal La Ciudad por la Ciencia Archivado el 21 de noviembre de 2008 en Wayback Machine., que por iniciativa del concejal de Cultura, Ferran Mascarell, se integró en el Plan Estratégico del Sector Cultural Archivado el 15 de septiembre de 2008 en Wayback Machine. de la ciudad de Barcelona.
En este contexto, surgió el compromiso en el pleno municipal de Barcelona de dedicar el año 2007 a la Ciencia y a la Cultura Científica. Una iniciativa que, como ocurrió también en 2005 con el Año del Libro y de la Lectura, fue asimismo impulsada en toda España. En este caso, gracias fundamentalmente a la acción decidida del secretario de estado de Universidades e Investigación, Miguel Ángel Quintanilla, quien, desde el Ministerio de Educación y Ciencia la hizo llegar con éxito a la Presidencia del Gobierno. El Congreso de los Diputados dio su apoyo unánime a una proposición no de ley para declarar el Año de la Ciencia en 2007 y el Gobierno español le dio la máxima proyección con un real decreto y el nombramiento de la vicepresidenta política, María Teresa Fernández de la Vega, como presidenta de una comisión coordinadora de ámbito estatal. La Fundación Española de Ciencia y Tecnología (FECYT) fue la responsable de la coordinación del Año de la Ciencia en España.

## Conocimiento científico y diversidad cultural
Hay que resaltar que el programa “La ciudad por la ciencia” se enmarca no sólo en el Plan Estratégico del Sector Cultural sino que sigue las recomendaciones de la Agenda 21 de la Cultura que el propio Ayuntamiento de Barcelona promovió en el Foro de las Culturas en el transcurso del año 2004. La Agenda 21 de la Cultura, aprobada en Barcelona el 7-8 de mayo de 2004, aspira a orientar las políticas públicas de cultura como una contribución al desarrollo cultural de la humanidad. En ella se habla de las ciudades como un lugar privilegiado, ya que permite el encuentro de perspectivas muy diferentes e integradoras de la diversidad cultural como un valor de progreso. “Desde las instituciones públicas - dice la Agenda 21 - hay que facilitar el acceso a la cultura así como promover la apropiación de la información y su transformación en conocimiento por parte de todos los ciudadanos”. Este último punto, en el caso de la ciencia es un indicador de la voluntad de hacerla permeable en una cultura hasta ahora esencialmente humanística. Para conseguir este objetivo hay que garantizar la financiación pública de programas, así como el apoyo a actividades promovidas por otros sectores, tal como recoge el punto 41 de la Agenda: “Fomentar los programas dirigidos a divulgar la cultura científica y la tecnología entre todos los ciudadanos; especialmente, si se considera que las posibles aplicaciones de los nuevos conocimientos científicos generan cuestiones éticas, sociales, económicas y políticas que son de interés público”.
En este contexto, el Observatorio de la Comunicación Científica impulsó en este foro internacional el diálogo Conocimiento científico y diversidad cultural en el marco de la octava conferencia mundial de la red PCST, que cuenta con un comité científico Archivado el 6 de octubre de 2008 en Wayback Machine. formado por 25 expertos en el que están representadas sensibilidades culturales y científicas de los cinco continentes.

## Media for Science Forum
En mayo de 2010, el OCC formó parte del comité científico del Media for Science Forum que organizó la Fundación Española para la Ciencia y la Tecnología (FECYT) con al colaboración de la Comisión Europea, en el marco de al Presidencia Española de Europa. En el Media for Science Forum unos 300 expertos abordaron en la Casa Encendida de Madrid temas estratégicos sobre la comunicación de la ciencia y su dimensión económica, social y cultural en la transición a la sociedad del conocimiento. También sirvió para poner en evidencia y actualizar la función esencial que el periodismo científico desempeña para informar y formar al público sobre los avances científicos y sus aplicaciones sociales, al tiempo que afronta retos sin precedentes además de oportunidades, gracias a las nuevas tecnologías. Por encargo de la FECYT, el director del OCC, Vladimir de Semir, fue el responsable de la redacción y edición del documento central del congreso: Science Communication & Science Journalism, que sirvió para contextualizar los temas y plantear los debates del Media for Science Forum. En 2011, este documento fue publicado - ampliado y actualizado - en su versión en lengua española.